# Hemsleya amabilis
Hemsleya amabilis är en gurkväxtart som beskrevs av Friedrich Ludwig Diels. Hemsleya amabilis ingår i släktet Hemsleya och familjen gurkväxter. Inga underarter finns listade i Catalogue of Life.